# Roncocreagris iberica
Espèce
Synonymes
- Microcreagris iberica Beier, 1953

Roncocreagris iberica est une espèce de pseudoscorpions de la famille des Neobisiidae.

## Distribution
Cette espèce se rencontre en Espagne et au Portugal.

## Description
Roncocreagris iberica mesure de 1,6 à 2 mm.

## Systématique et taxinomie
Cette espèce a été décrite sous le protonyme Microcreagris iberica par Beier en 1953. Elle est placée dans le genre Roncocreagris par Mahnert en 1976.

## Étymologie
Son nom d'espèce lui a été donné en référence au lieu de sa découverte, la péninsule Ibérique.

## Publication originale
- Beier, 1953 : Weiteres zur Kenntnis der iberischen Pseudoscorpioniden-Fauna. Eos, vol. 28, p. 293-302 (texte intégral).